# Yasakani no Magatama
Yasakani no Magatama (八尺瓊曲玉 o 八坂瓊曲玉, letteralmente Giada di Yasakani) è uno dei tre sacri tesori imperiali giapponesi insieme alla Spada del Paradiso (Ama no Murakumo) e allo Specchio Sacro (Yata no Kagami). Nella mitologia giapponese questo gioiello, insieme allo Specchio Sacro, venne appeso ad un albero al di fuori della caverna dove Amaterasu, dea del sole, si era nascosta facendo piombare il mondo nell'oscurità, per attirarla fuori. Si suppone sia una collana composta da pietre di giada Magatama e non una gemma solitaria come sostenuto nelle credenze popolari. Stando alla leggenda essa è racchiusa nel Palazzo Imperiale di Tokyo.
Nella cultura popolare la Gemma di Yasakani viene raffigurata come una sfera dalle dimensioni di una palla da baseball con una coda, simile ad una virgola tridimensionale, attraversata da un foro nel centro. È comunemente ritenuto che l'originale Yasakani no Magatama sia stata in qualche modo rotta e rielaborata nella sua forma attuale di collana di giada nonostante sia importante sottolineare che non ci sono prove storiche di questo; anche perché questa viene presentata solamente all'imperatore in una cerimonia non pubblica quando questi sale al potere ed è nota solamente a quest'ultimo e ad alcuni sacerdoti addetti appunto alla presentazione della stessa.